# 重力加速度
重力加速度（じゅうりょくかそくど、英: gravitational acceleration）とは、重力により生じる加速度である。

## 概略
端的にいえば、物体を落としたとき、その物体の速度が単位時間当たりにどれだけ速くなるかを示した量であるといえる。原則として重力のみが作用する物体の運動の様子は、等価原理により物体の質量によらない。つまり重い物体でも軽い物体でも同じ速度で落下することが証明されているが、この落下する速度はだんだん上がる性質がある。このため重力を加速度によって表現することが可能となる。
単位には加速度と同じくメートル毎秒毎秒 (記号: m/s2)が用いられる。ただし、質量あたりにかかる力 (g = F/m)という解釈からニュートン毎キログラム (記号: N/kg)の方がより適当だとの主張もある。どちらの単位を用いても数値は同じである。重力加速度は、重力を意味する英語: gravity の頭文字を取って g で表される。万有引力定数の G と区別するため、通常は小文字で書かれる。
球対称な天体を考え、自転の影響を考えない場合には、天体の質量を M、半径を R とすると、地表付近での重力加速度の大きさは、万有引力の法則から万有引力定数を G として
{\displaystyle g={\frac {GM}{R^{2}}}}
と表すことができる。半径方向の単位ベクトルを er とすれば
{\displaystyle {\boldsymbol {g}}=-{\frac {GM}{R^{2}}}{\boldsymbol {e}}_{r}}
と表される。自転による遠心力を考慮すれば、自転の角速度を ω=ωez として
{\displaystyle {\boldsymbol {g}}=-\left({\frac {GM}{R^{2}}}-R\omega ^{2}\right){\boldsymbol {e}}_{r}-R\omega ^{2}{\boldsymbol {e}}_{z}\sin \phi }
となる。ここで φ は観測点の緯度である。重力加速度の大きさは緯度によって変化し、赤道で最も小さく、極で最も大きい。また、その方向も球の中心からずれる。

## 地球の重力加速度
地球の地表付近では、どんな物体でも地面の方向への力（重力）を受けており、その大きさはその物体の質量に比例する。この比例定数が重力加速度である。これはその物体が自由落下する場合の加速度に一致する。

### 標準重力加速度
重力加速度の値は場所によって異なるため、標準重力加速度を定めてその値を世界中で使うこととしている。当初の標準重力加速度の定義は「国際度量衡局（パリ）における重力加速度の値」というもので、数値は規定されていなかった。1880年に「北緯45度の海上の重力加速度の値」として、その値を 9.80619920 m/s2 と定めた。1901年の国際度量衡総会において、標準重力加速度の値を、正確に 9.80665 m/s2 と規定し、以来その値が用いられている。

## 単位としての重力加速度
重力加速度は加速度の単位としても用いられる。この場合は大文字で G と書かれ、「ジー」と読む。重力加速度と同じ加速度を 1.0 G のように表現する。G（ジー）はSI単位には含まれず、日本の計量法では商取引などでの使用が認められていない。また、アメリカではG（ジー）は認められている。
- 1.0 G = 9.80665 m/s2

## 地球以外の重力加速度
天体によって重力加速度は異なる。例えば月では 1.622 m/s2 と地球の約6分の1 (16.5 %)である。